# Contea di Gilgandra
La contea di Gilgandra è una local government area che si trova nel Nuovo Galles del Sud. Si estende su una superficie di 4.836 chilometri quadrati e ha una popolazione di 4.700 abitanti. La sede del consiglio si trova a Gilgandra.